# 狄阿娜和阿波罗杀死尼俄伯的子女

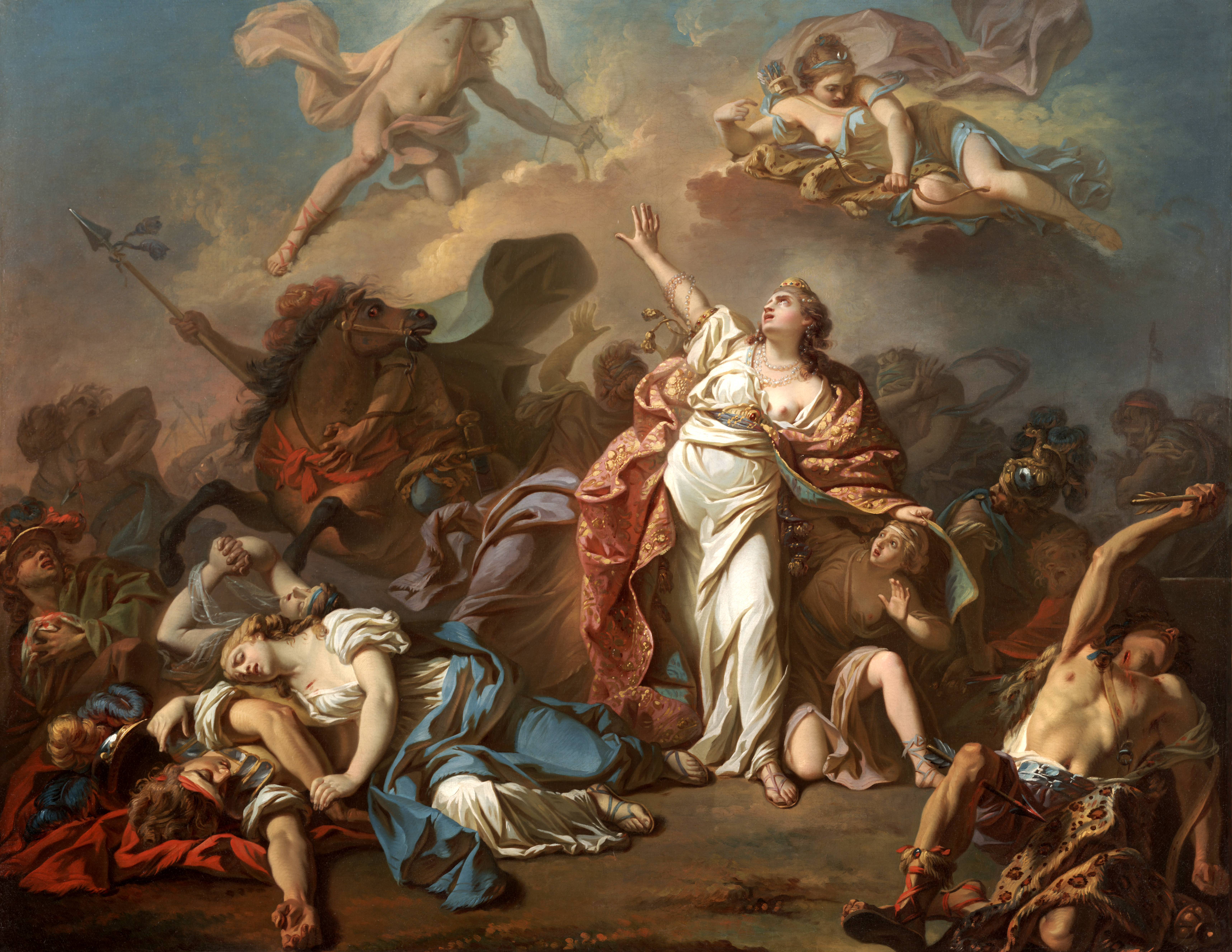

狄阿娜和阿波罗杀死尼俄伯的子女（Diana and Apollo Killing Niobe's Children）是法国艺术家雅克-路易·大卫的一幅画作，创作于1772年，现藏于达拉斯艺术博物馆。
他创作这幅作品是为了争夺罗马大奖。画作为洛可可风格，标志着他的早期风格。这是大卫与法国皇家绘画与雕塑学院之间冲突的象征，学院按照预先安排的投票，没有让他获奖。